# Malaguti Centro
El Malaguti Centro es un scooter de ruedas altas producido por el fabricante de motocicletas Malaguti en dos generaciones: la primera de 1992 a 2001 y la segunda de 2007 a 2011.

## Primera generación (1992-2001)
La primera serie debutó en 1992 y es el primer scooter de ruedas altas producido por Malaguti. Inicialmente propuesto en Italia solo con un sillín monoplaza, también se introdujo el sillín biplaza que ya estaba disponible en el extranjero.
El motor era un monocilíndrico de dos tiempos de 49,2 cm³ con refrigeración por aire, encendido electrónico y transmisión automática continuamente variable con embrague automático de expansión centrífuga en seco.
El cuadro era de tubo de acero de sección diferenciada con suspensión delantera con horquilla telescópica hidráulica de 26 mm de diámetro mientras que la trasera tenía un motor oscilante con amortiguador hidráulico con muelle helicoidal de paso diferenciado. El sistema de frenado constaba de un disco delantero de 200 mm de diámetro con transmisión hidráulica, tambor trasero.
En diciembre de 1994, el restyling hizo su debut, dando lugar al debut de una nueva instrumentación, una nueva parrilla delantera con nuevos indicadores de dirección y nuevos colores para la carrocería. También se agrega la versión SL de gama alta con características mejoradas. En 1999, el convertidor catalítico se introdujo de serie.
La producción de la primera generación finaliza en 2001.

## Segunda generación (2007-2011)
Presentado en mayo de 2007, la segunda generación del Centro es un scooter de ruedas altas con un asiento bajo que encaja en la gama media del segmento en competencia directa con los modelos Honda SH, Kymco People S y Piaggio Liberty. 
En la presentación Antonino Malaguti declaró que el modelo colocó lado a lado los modelos Ciak y Password en las listas de precios sin reemplazarlos. Se desarrolló durante un período de 18 meses en Italia en el centro de investigación de San Lazzaro di Savena, mientras que el motor, propuesto inicialmente en las cilindradas de 125 y 160 cm³, fue desarrollado conjuntamente por Malaguti, Ducati Energia y la Universidad Tongji de Shanghai como parte del programa “Inyección electrónica” financiado por el Ministerio de Medio Ambiente italiano y el Ministerio de Medio Ambiente de la República Popular China. De estos motores, solo el bloque de motor se produce en China y se envía a Italia, donde se ensambla junto con los demás componentes de producción italiana.
En septiembre de 2008 se presentó el Centro 50 con un motor Piaggio de cuatro tiempos homologado Euro 4 de 50 cm³: este modelo se introdujo para ampliar la oferta tras el buen éxito comercial de las variantes 125 y 160. características estéticas diferentes respecto al modelo modelos de mayor desplazamiento pero mantiene la altura del sillín en 780 mm.
En enero de 2010, debutó la versión superior SL, disponible con los tres motores; De serie cuenta con un nuevo cromado en el escudo frontal y lateral, un nuevo salpicadero con un diseño más moderno, una nueva tapa del compartimento del escudo trasero del mismo color que la carrocería y un asiento nuevo y más cómodo con un inserto de color y logo impreso . La configuración de SL no sustituye a la básica.
La producción finaliza en abril de 2011 tras las dificultades financieras de la empresa matriz.

## Enlaces
- Wikimedia Commons alberga una categoría multimedia sobre Malaguti Centro.

- Datos: Q108490208
- Multimedia: Malaguti Centro / Q108490208